# Kung av Asien
Kung av Asien (klassisk grekiska: Κύριος τῆς Ἀσίας [ky̌ː.ri.os tɛ̂ːs a.sí.aːs]; anakronism) var en titel som gavs till Alexander den store efter slaget vid Gaugamela. Titeln gick i arv till hans efterträdare efter hans död i Babylon år 323 f.Kr. Trots titeln så hade ingen av hans efterträdare någon makt i Asien eller någon annan del av det hellenistiska riket; den egentliga makten hamnade hos ett antal regenter och persiska satraper. Efter splittringen av Alexanders den stores imperium och Diadochis uppkomst så hamnade titeln i förbehåll.

## Lista och grafisk tidslinje
| Namn                | Bild | Tillträdde | Frånträdde |
| ------------------- | ---- | ---------- | ---------- |
| Alexander den store |      | 331 f.Kr.  | 323 f.Kr.  |
| Filip III           |      | 323 f.Kr.  | 317 f.Kr.  |
| Alexander IV        |      | 323 f.Kr.  | 310 f.Kr.  |
| Antigonos I         |      | 306 f.Kr.  | 301 f.Kr.  |
| Demetrios I         |      | 306 f.Kr.  | 301 f.Kr.  |